# L'innocente
L'innocente é um filme italiano de Luchino Visconti, estreou em 1976. Baseado no romance homónimo de Gabriele d'Annunzio.

## Elenco
- Giancarlo Giannini: Tullio Hermil
- Laura Antonelli: Giuliana Hermil
- Jennifer O'Neill: Teresa Raffo
- Rina Morelli: Madre di Tullio
- Massimo Girotti: Conte Stefano Egano
- Didier Haudepin: Federico Hermil
- Marie Dubois: La Principessa
- Roberta Paladini: Miss Elviretta
- Claude Mann: Il Principe
- Marc Porel: Filippo d'Arborio